# Report of 1800
Report of 1800 var en resolution av James Madison som argumenterade för delstaternas suveränitet under USA:s konstitution och mot Alien and Sedition Acts. Den antogs av Virginias generalförsamling i januari 1800, och använder argument från Virginia Resolutions från 1798, och argumenterar även mot kritik mot resoluitonen. Rapporten var den sista explikationen producerad före Bonus Bill of 1817 av Madison, ansedd som den amerikanska konstitutionens  "fader".

### Fotnoter
1. ↑  The Report is also known as the Virginia Report of 1800, the Report of 1799, Madison's Report or the Report on the Alien and Sedition Acts.
2. ↑  See, e.g., Brant's subtitle "Father of the Constitution."